# Budleja
Budleja (Buddleja L.) – rodzaj roślin należący do rodziny trędownikowatych obejmujący ok. 140 gatunków (dawniej zaliczany też do loganiowatych lub wyodrębniany w monotypową rodzinę budlejowatych). Budleje występują na obu kontynentach amerykańskich, od Utah na północy po południowe krańce Ameryki Południowej, ale w większości w strefie klimatu tropikalnego i subtropikalnego w Ameryce Południowej i Środkowej. Poza tym liczne gatunki rosną we wschodniej Azji (od Indii i Nepalu po Japonię), obecne są też w południowej Afryce, w tym na Madagaskarze. Rosną najczęściej na terenach skalistych, na zboczach i klifach, na żwirowych aluwiach, często na porębach i obrzeżach lasów. Wiele gatunków należy do ulubionych źródeł nektaru dla motyli, ale zapylane są także przez inne owady i kolibry. Niektóre budleje uprawiane są jako rośliny ozdobne, przy czym nierzadko dziczeją i stają się inwazyjne. W klimacie umiarkowanym najbardziej rozpowszechniona w uprawie jest budleja Davida, łatwo rozprzestrzeniająca się na terenach zaburzonych i gruzowiskach (szybko opanowała np. zburzone w czasie II wojny światowej dzielnice Londynu czy Szczecina). W niektórych częściach Stanów Zjednoczonych uprawa budlei Davida została zakazana. Afrykańska budleja szałwiolistna jest ważnym źródłem drewna. Nazwa rodzaju upamiętnia Adama Buddle'a – angielskiego botanika.

## Morfologia
PokrójNajczęściej szybko rosnące krzewy, rzadziej niewielkie drzewa (wyjątkowo okazałe, osiągające do 30 m wysokości), liany i mniej lub bardziej drewniejące u nasady byliny. Pędy okryte są włoskami gwiazdkowatymi, tarczkowatymi lub gruczołowatymi, stąd często są kutnerowate. Młodsze części łodyg są czterokanciaste do oskrzydlonych.
LiścieNakrzyżległe (tylko u budlei skrętolistnej skrętoległe). U różnych gatunków liście są opadające zimą lub w porze suchej, wiecznie zielone (w tropikach) lub częściowo zimozielone. Występują przylistki w postaci liściopodobnej, lub zredukowane do półkolistych lub łuskowatych wyrostków, czasem tylko w postaci linii łączącej nasady liści. Ogonki liściowe zwykle krótkie. Blaszka liściowa zwykle wydłużona do lancetowatej, gęsto kutnerowata przynajmniej od spodu. Całobrzega, karbowana lub ząbkowana.
KwiatyPachnące, obupłciowe (rzadko jednopłciowe), drobne lub niewielkie, największe u budlei Colville'a osiągają do 2,5 cm. Zebrane są na szczytach tegorocznych pędów w gęste, gronopodobne (wąskie) wiechy lub główki, rzadko w pęczki na zeszłorocznych pędach (budleja skrętolistna). Kielich dzwonkowaty, kubeczkowaty lub stożkowaty, 4-ząbkowy. Korona kwiatu utworzona jest z czterech płatków zrośniętych w dłuższą lub krótszą rurkę, czasem wygiętą. Płatki na końcach zaokrąglone, białe, żółte, pomarańczowe, różowe do fioletowych. Pręciki są 4, schowane w rurce korony. Zalążnia górna, dwukomorowa, rzadziej czterokomorowa, z nitką słupka zwieńczoną okazałym znamieniem główkowatym lub rozwidlonym.
OwoceNajczęściej dwuklapowe torebki z licznymi, drobnymi i rozsiewanymi przez wiatr nasionami, często oskrzydlonymi. Rzadko owocami są soczyste jagody (Buddleja madagascariensis).

## Systematyka

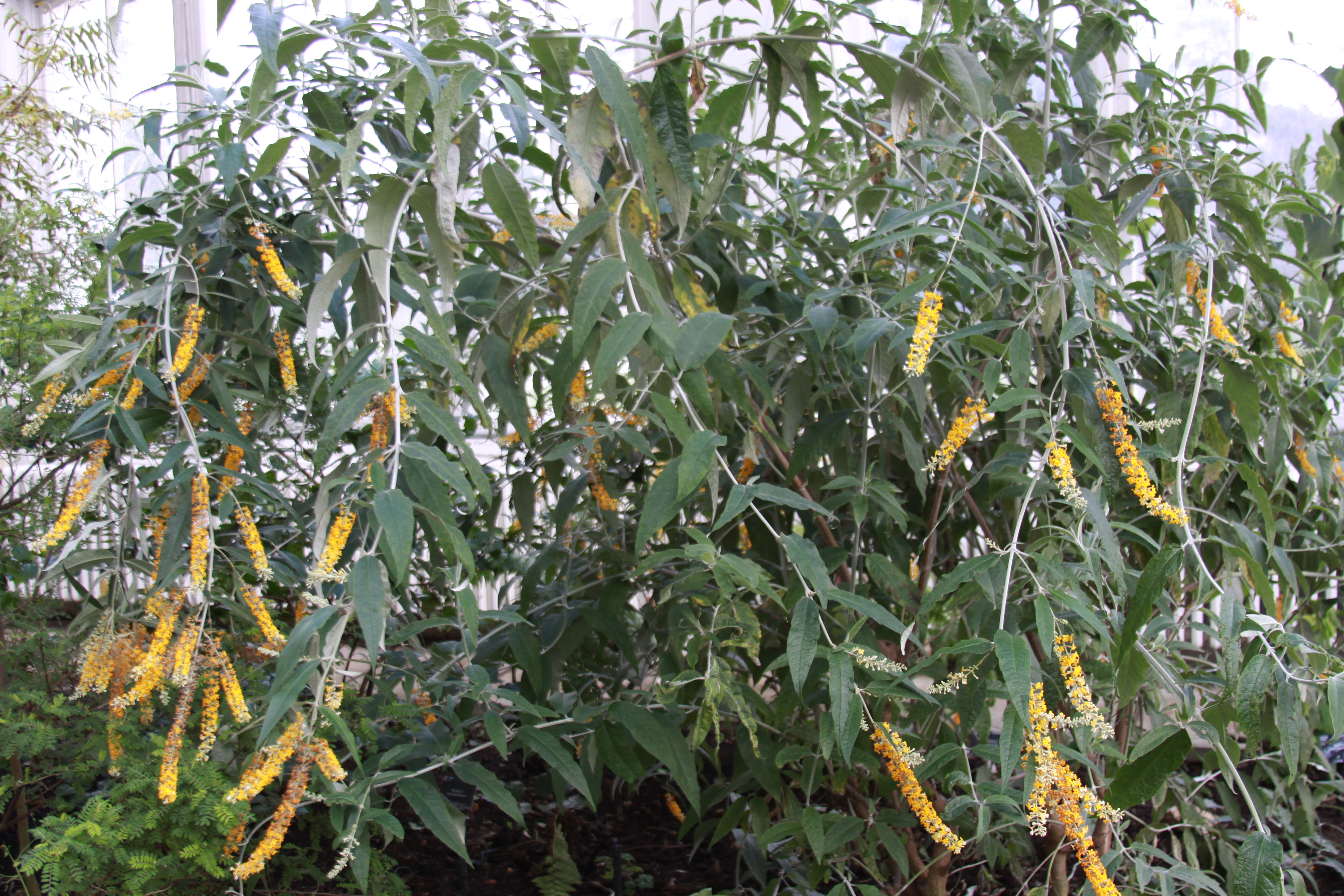
Budleja azjatycka

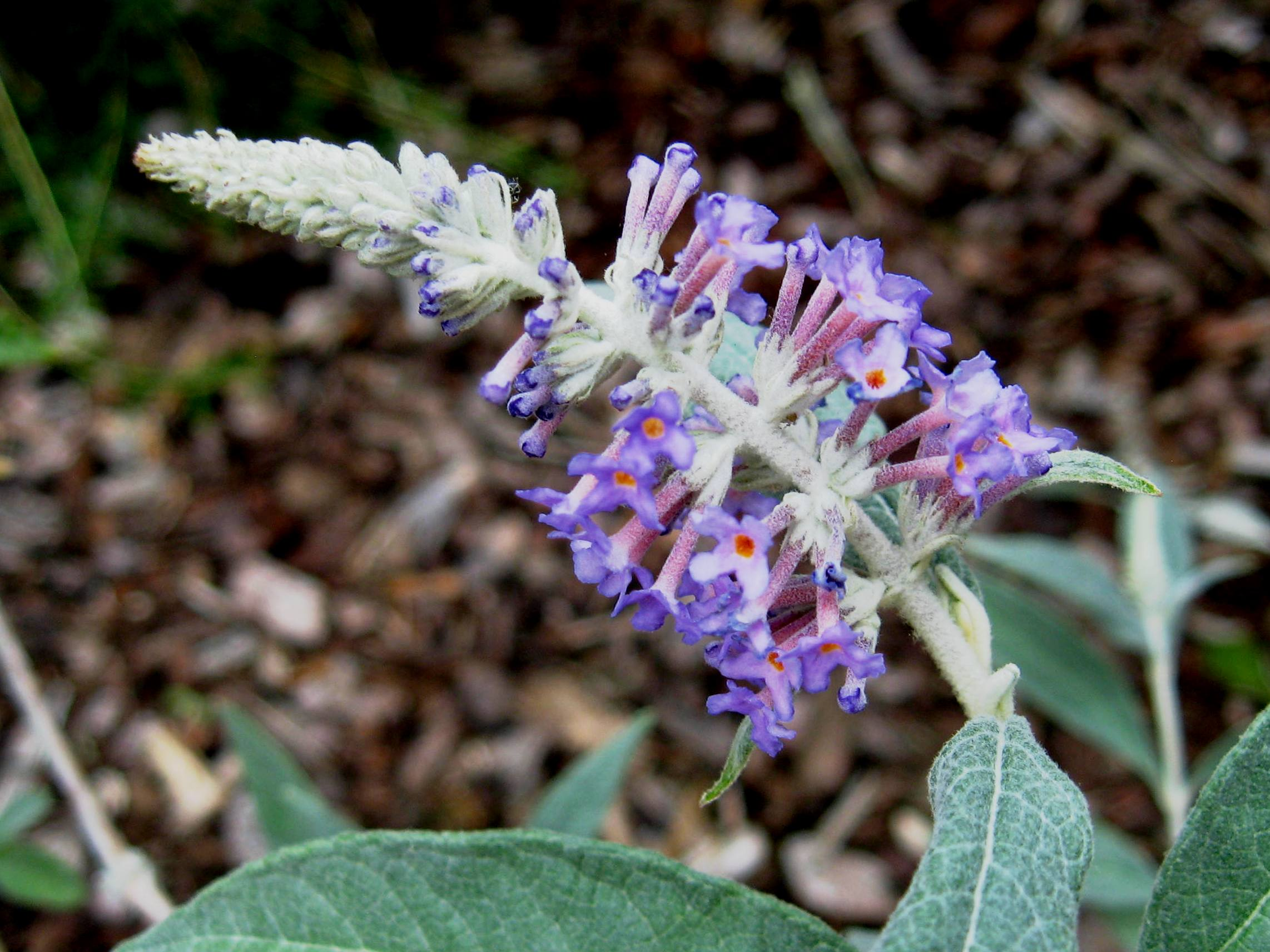
Budleja Fallowa

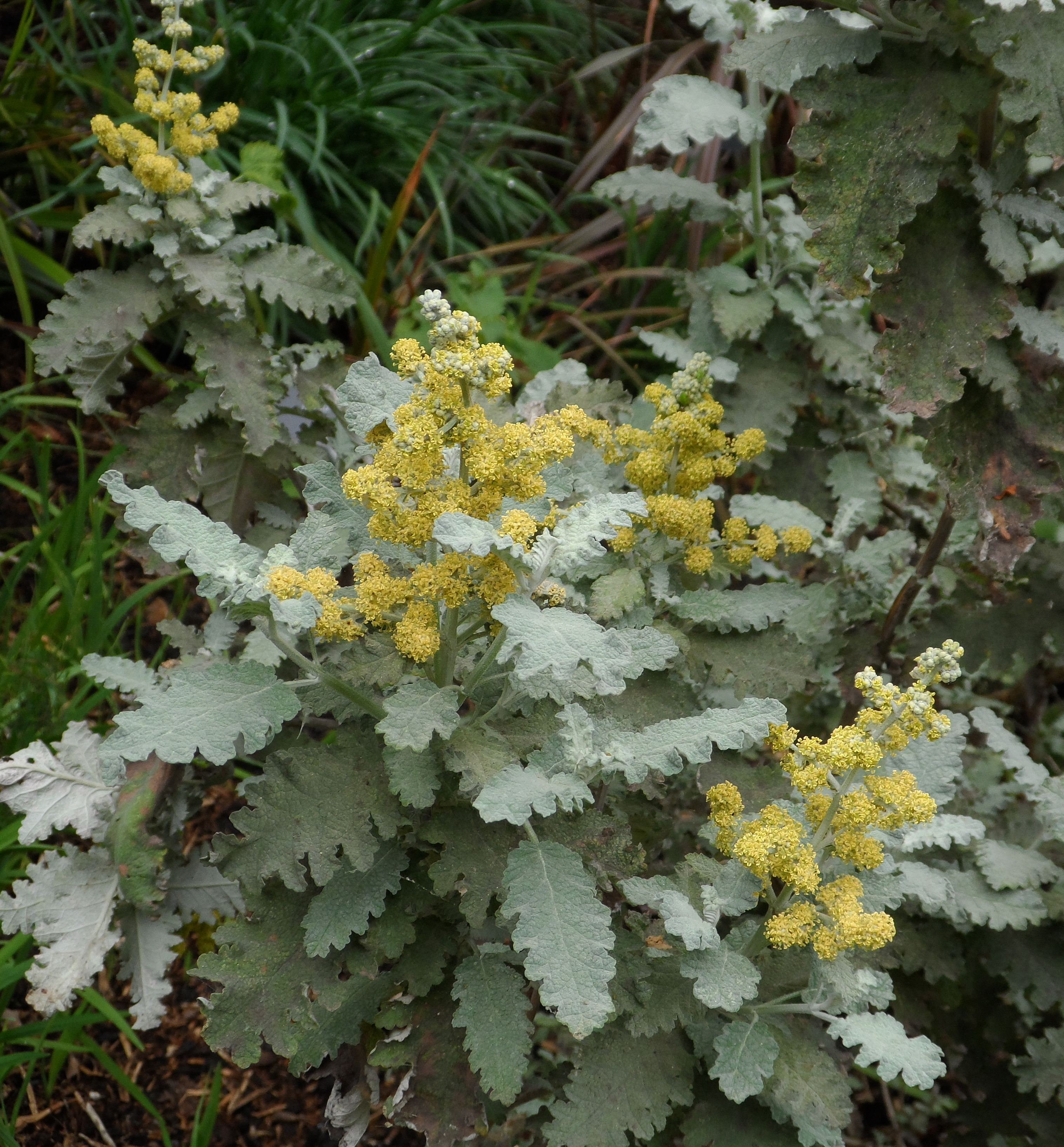
Buddleja glomerata

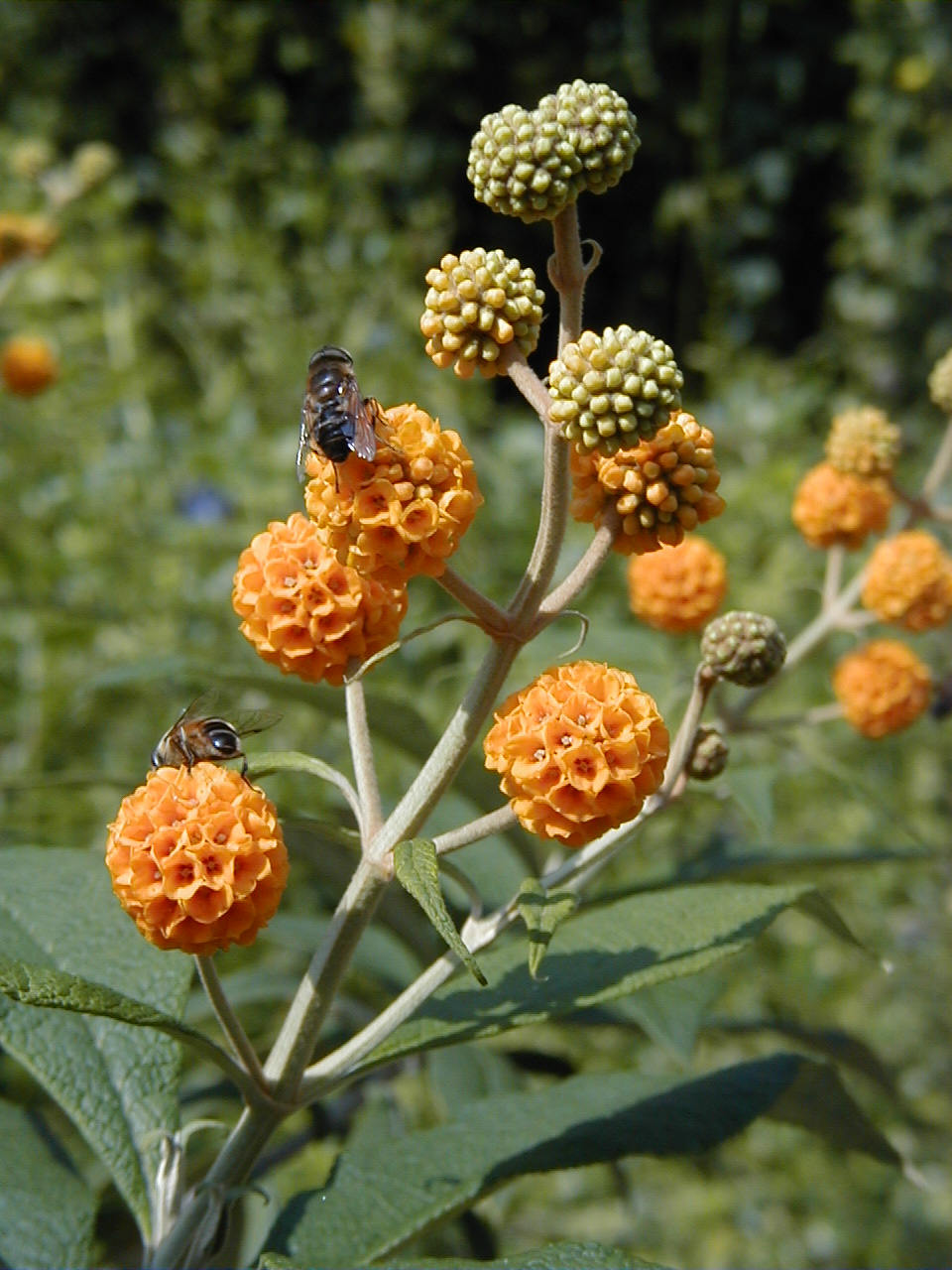
Budleja główkowata

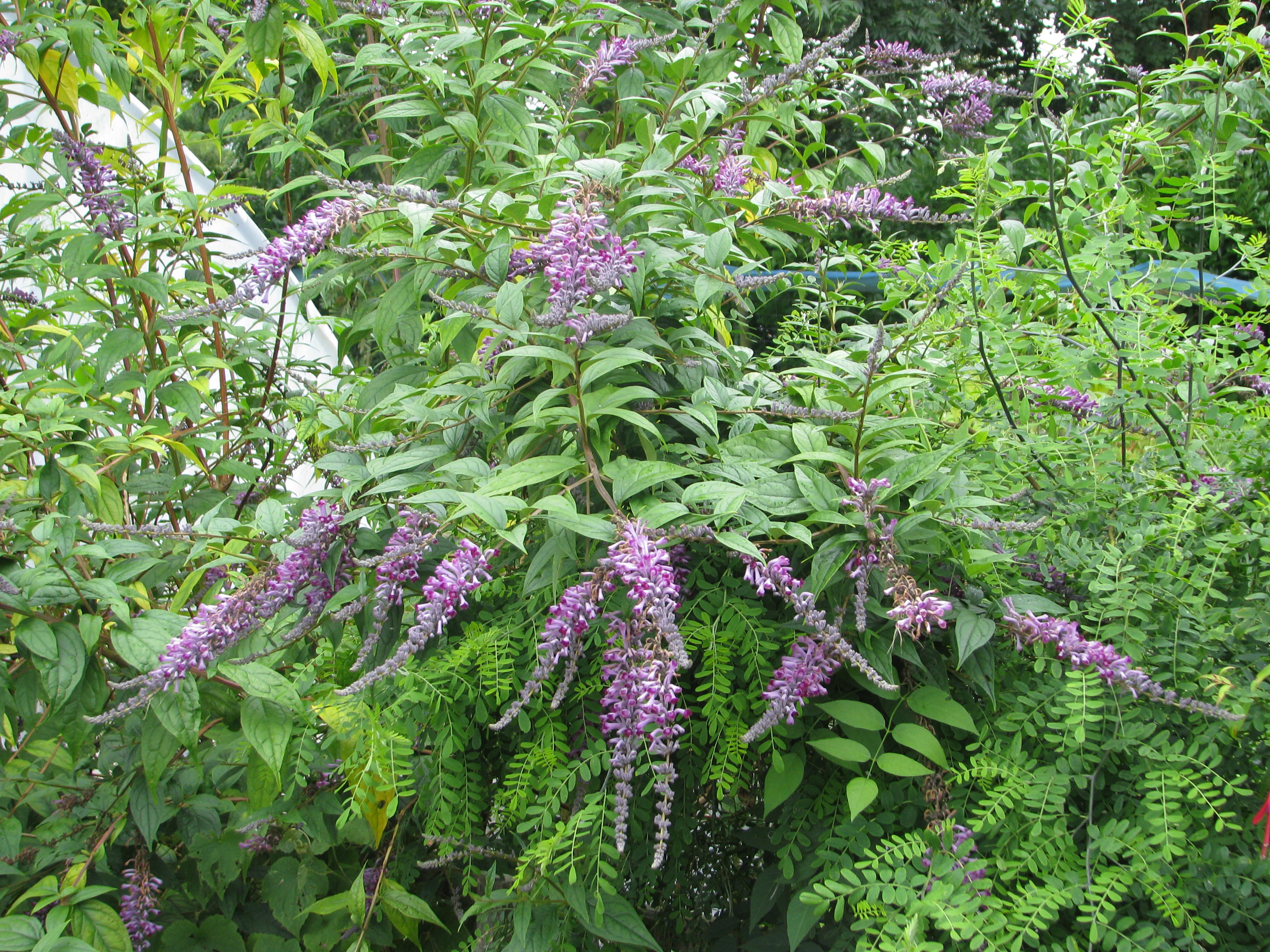
Budleja Lindleya

Rodzaj, czasem rozbijany na kilka innych (Chilianthus Burchell, Emorya Torrey, Gomphostigma Turczanowicz, Nicodemia Tenore) w różnych systemach klasyfikacyjnych był zwykle wyodrębniany w rodzinę Buddlejaceae lub włączany do loganiowatych Loganiaceae. Badania molekularne wykazały, że rodzaj stanowi jedną z linii rozwojowych trędownikowatych Scrophulariaceae. W obrębie rodziny włączany jest do monotypowego plemienia Buddlejeae Bartling, wskazywanego jako grupa siostrzana dla kladu obejmującego plemiona Limoselleae i Scrophularieae.
Wykaz gatunków
- Buddleja acuminata Poir.
- Buddleja adenantha Diels
- Buddleja agathosma Diels
- Buddleja alata Rehder & E.H.Wilson
- Buddleja albiflora Hemsl. – budleja białokwiatowa
- Buddleja alternifolia Maxim. – budleja skrętolistna
- Buddleja americana L.
- Buddleja anchoensis Kuntze
- Buddleja araucana Phil.
- Buddleja aromatica Remy
- Buddleja asiatica Lour. – budleja azjatycka
- Buddleja auriculata Benth.
- Buddleja axillaris Willd. ex Roem. & Schult.
- Buddleja bhutanica T.Yamaz.
- Buddleja blattaria J.F.Macbr.
- Buddleja brachiata Cham. & Schltdl.
- Buddleja brachystachya Diels
- Buddleja brasiliensis J.Jacq.
- Buddleja bullata Kunth
- Buddleja candida Dunn
- Buddleja cardenasii Standl. ex E.M.Norman
- Buddleja caryopteridifolia W.W.Sm.
- Buddleja cestriflora Cham.
- Buddleja chapalana B.L.Rob.
- Buddleja chenopodiifolia Kraenzl.
- Buddleja colvilei Hook.f. – budleja Colville'a
- Buddleja cooperi W.W.Sm.
- Buddleja cordata Kunth
- Buddleja cordobensis Griseb.
- Buddleja coriacea Remy
- Buddleja corrugata M.E.Jones
- Buddleja crispa Benth.
- Buddleja crotonoides A.Gray
- Buddleja cuneata Cham.
- Buddleja curviflora Hook. & Arn.
- Buddleja cuspidata Baker
- Buddleja cylindrostachya Kraenzl.
- Buddleja davidii Franch. – budleja Davida
- Buddleja diffusa Ruiz & Pav.
- Buddleja domingensis Urb.
- Buddleja duclouxii C.Marquand
- Buddleja dysophylla (Benth.) Radlk.
- Buddleja elegans Cham. & Schltdl.
- Buddleja euryphylla Standl. & Steyerm.
- Buddleja fallowiana Balf.f. & W.W.Sm. – budleja Fallowa
- Buddleja filibracteolata J.A.González & J.F.Morales
- Buddleja formosana Hatus.
- Buddleja forrestii Diels – budleja Forresta
- Buddleja fragifera Leeuwenb.
- Buddleja fusca Baker
- Buddleja globosa Hope – budleja główkowata
- Buddleja glomerata H.L.Wendl.
- Buddleja grandiflora Cham. & Schltdl.
- Buddleja griffithii (C.B.Clarke) C.Marquand
- Buddleja gynandra C.Marquand
- Buddleja hastata Prain ex Marquand
- Buddleja hatschbachii E.M.Norman & L.B.Sm.
- Buddleja heliophila W.W.Sm.
- Buddleja henryi Rehder & E.H.Wilson
- Buddleja hieronymi R.E.Fr.
- Buddleja hookeri C.Marquand
- Buddleja hypsophila I.M.Johnst.
- Buddleja ibarrensis E.M.Norman
- Buddleja incana Ruiz & Pav.
- Buddleja indica Lam.
- Buddleja interrupta Kunth
- Buddleja iresinoides (Griseb.) Hosseus
- Buddleja jamesonii Benth.
- Buddleja japonica Hemsl. – budleja japońska
- Buddleja kleinii E.M.Norman & L.B.Sm.
- Buddleja lanata Benth.
- Buddleja latiflora S.Y.Bao
- Buddleja legendrei L.F.Gagnep.
- Buddleja limitanea W.W.Sm.
- Buddleja lindleyana Fortune – budleja Lindleya
- Buddleja lojensis E.M.Norman
- Buddleja longiflora Brade
- Buddleja longifolia Kunth
- Buddleja loricata Leeuwenb.
- Buddleja macrostachya Benth.
- Buddleja madagascariensis Lam.
- Buddleja marrubiifolia Benth.
- Buddleja megalocephala Donn.Sm.
- Buddleja mendozensis Gillet ex Benth.
- Buddleja microstachya E.D.Liu & H.Peng
- Buddleja minima S.Y.Bao
- Buddleja misionum Kraenzl.
- Buddleja montana Britton
- Buddleja multiceps Kraenzl.
- Buddleja myriantha Diels
- Buddleja nana W.W.Sm.
- Buddleja nitida Benth.
- Buddleja nivea Duthie – budleja śnieżna
- Buddleja oblonga Benth.
- Buddleja officinalis Maxim.
- Buddleja paniculata Wall.
- Buddleja parviflora Kunth
- Buddleja perfoliata Kunth
- Buddleja pichinchensis Kunth
- Buddleja polycephala Kunth
- Buddleja polystachya Fresen.
- Buddleja praecox Lingelsh.
- Buddleja pterocaulis A.B.Jacks.
- Buddleja pulchella N.E.Br.
- Buddleja purdomii W.W.Sm.
- Buddleja racemosa Torr.
- Buddleja ramboi L.B.Sm.
- Buddleja rufa Fresen.
- Buddleja rufescens Willd. ex Roem. & Schult.
- Buddleja saligna Willd.
- Buddleja salviifolia (L.) Lam. – budleja szałwiolistna
- Buddleja scordioides Kunth
- Buddleja sessiliflora Kunth
- Buddleja shaanxiensis Z.Y.Zhang
- Buddleja simplex Kraenzl.
- Buddleja skutchii Morton
- Buddleja soratae Kraenzl.
- Buddleja speciosissima Taub.
- Buddleja sphaerocalyx Baker
- Buddleja sphaerocephala Baker
- Buddleja stachyoides Cham. & Schltdl.
- Buddleja stenostachya Rehder & E.H.Wilson – budleja wąskokłosowa
- Buddleja sterniana Cotton
- Buddleja striata Zhi Y.Zhang
- Buddleja suaveolens Kunth & C.D.Bouché
- Buddleja subcapitata E.D.Liu & H.Peng
- Buddleja subherbacea Keenan
- Buddleja taliensis W.W.Sm.
- Buddleja thyrsoides Lam.
- Buddleja tibetica W.W.Sm.
- Buddleja tsetangensis C.Marquand
- Buddleja tubiflora Benth.
- Buddleja tucumanensis Griseb.
- Buddleja utahensis Coville
- Buddleja venenifera Makino
- Buddleja vexans Kraenzl. & Loes. ex E.M.Norman
- Buddleja volubilis Lam.
- Buddleja wardii C.Marquand
- Buddleja whitei Kraenzl.
- Buddleja yunnanensis L.F.Gagnep.